# Alex Jones
Alexander Emric Jones (født 11. februar 1974) er en amerikansk radiovært og konspirationsteoretiker. Han er vært for radioshowet The Alex Jones Show og ejer af kortbølgeradiostationen WWCR. Derudover er han også ejer af det kontroversielle nyhedsmedie Infowars.com.
Amerikanske medier har beskrevet ham som konservativ, højreorienteret, alt-right og højreekstremistisk.

## Medier

### Filmografi
| År   | Film                                      | Rolle       | Noter          |
| ---- | ----------------------------------------- | ----------- | -------------- |
| 2001 | Waking Life                               | Man i bilen | Birolle        |
| 2006 | A Scanner Darkly                          | Prædikant   | Birolle        |
| 2007 | Endgame: Blueprint for Global Enslavement | Ham selv    | Dokumentarfilm |
| 2007 | Loose Change                              | Ham selv    | Dokumentarfilm |
| 2009 | The Obama Deception: The Mask Comes Off   | Ham selv    | Dokumentarfilm |